# Jonas Vanderbeke
Jonas Vanderbeke (Meulebeke,14 december 1993) is een Belgisch hedendaags beeldend kunstenaar. Hij is vooral gekend voor zijn schilderijen met  bloemmotieven.
Hij is afkomstig uit Meulebeke en woont in Gent. Hij heeft zijn atelier in het Klein Begijnhof van Gent in het kader van het Nucleo-project.

## Opleiding
Na zijn studies aan de kunsthumaniora van Brugge behaalde Jonas Vanderbeke  in 2014 een bachelor "Schilderkunst" aan de Koninklijke Academie voor Schone Kunsten (KASK) in Gent, gevolgd in 2016 door een Master in Fine Arts (Master in de vrije kunsten), eveneens aan het KASK. In 2017 behaalde hij zijn "educatieve master" voor kunstonderwijs. Hij is docent aan de Kunstacademies van Wetteren en van Tielt.

## Oeuvre
Het belangrijkste thema van het werk van Vanderbeke zijn de vroegere symbolen van schoonheid, die nu soms als kitsch beschouwd worden. Hij werkt vooral met bloemmotieven. Hij zoekt in media zoals boeken, films, modemagazines, oude tekeningen en en literatuur naar beelden of teksten die symbolen van schoonheid zijn of waren. Hij verwerkt deze beelden digitaal in kleurrijke collages of schilderijen, waarbij hij oude beelden met nieuwe confronteert, waardoor er een totaal nieuw eindwerk ontstaat.
Zijn werk is doorgaans een combinatie van figuratieve en abstracte kunst.
Hij werkt vooral met bloemen. In zijn recent werk overheersen uitvergrote bloemen en bloemmotieven, waarbij hij niet langer de nadruk legt op het symbolisch aspect, maar op de sierlijke vormen en kleuren.

## Werk in openbare ruimte
Jonas Vanderbeke schilderde een kunstwerk op een wandel- en fietspad aan het marktplein in Wetteren, dat de naam "Rozenpad" kreeg. Het is een kleurrijk pad aan de rand van de Markt met afbeeldingen van grote rozenbladen, verwijzend naar Wetteren als "rozengemeente".
In september 2023 presenteerde hij zijn vlaggeninstallatie "Dark Paradise" in Gent. Zes vlaggen met geometrische en abstracte motieven verwijzen naar machines, industrie en natuur in de Gentse wijk Brugse Poort in het kader van het project Phoenix21.
Zijn werken zijn opgenomen in de collectie van "Kunst in Huis", een vzw die "kwalitatief hoogstaande en inhoudelijke sterke" kunstwerken van jonge kunstenaars tijdelijk verhuurt aan particulieren of bedrijven en op het kunstplatform "Demain" dat geselecteerde aankomende kunstenaars "die de kunstscène van morgen kunnen bepalen" in de kijker zet.

## Erkenning
In 2023 werd een drieluik van Jonas Vanderbeke geselecteerd voor de tweejaarlijkse wedstrijd "input/output" georganiseerd door het cultureel centrum Poortershuis in Brugge.
Hij kreeg een eervolle vermelding op de Gaverprijs 2024.
In de tentoonstelling "Koppel-tekens/s" van 2024 in het cultuurcentrum Destelheide in Dworp werd Jonas Vanderbeke als "aankomend kunstenaar" geselecteerd om zijn werk te confronteren met dat van een kunstenares van "gevestigde waarde", Stephanie Leblon. 
Hij werd geselecteerd als één van de 18 laureaten voor de zomertentoonstelling 2024 "Voyage Voyage" van de galerie Platform in Antwerpen.

## Tentoonstellingen
Vanderbeke nam sinds  2016 regelmatig deel aan tientallen groepstentoonstellingen, waaronder in het KMSK in Antwerpen, de Kunsthal in Gent en in het Stedelijk Museum van Sint-Niklaas in het kader van het kunstenfestival NAFT.
Hij had drie solotentoonstellingen in Gent en een in Leuven. Hij werd door curator Tatjana Pieters geselecteerd als deelnemer aan het Belgian Art & Design Fair 2019 in de Floraliënhal in Gent.
In 2022 nam hij met "Venus' Comets" deel aan de 8e Biënnale van de schilderkunst in het Museum Dhondt-Dhaenens.

## Externe bron
Website van de kunstenaar